# Evita (Soundtrack)
Evita ist der Soundtrack zur gleichnamigen Verfilmung des Webber-Musicals Evita aus dem Jahr 1996 mit Antonio Banderas, Madonna und Jonathan Pryce.

## Entstehung und Veröffentlichung
Die Erstveröffentlichung des Soundtracks erfolgte am 25. Oktober 1996 bei Warner Bros. Records. Das Album erschien in seiner Originalausführung als CD und MC mit 19 Titeln (Katalognummer: 9362-46450-2). Diese Ausgabe trug auch den Namen „Selections“. Am 12. November 1996 erschien erstmals ein Doppelalbum als CD, mit elf weiteren Aufnahmen (Katalognummer: 9 46346-2).
Geschrieben wurden alle Lieder gemeinsam vom Tim Rice und Andrew Lloyd Webber. Webber zeichnete zudem, zusammen mit David Caddick, Alan Parker und Nigel Wright, für die Produktion aller Titel verantwortlich.

## Hintergrund
Nachdem das Musical 20 Jahre lang weltweit erfolgreich aufgeführt worden war (u. a. auch in New York und Berlin), einigte man sich nach jahrelanger Suche auf Madonna für die Hauptrolle in der Verfilmung, nachdem sich die Filmfirma gegen Michelle Pfeiffer und Meryl Streep entschieden hatte. Die anfängliche Skepsis von Rice gegenüber Madonna legte sich, nachdem diese ein Jahr intensiven Gesangsunterricht bei der renommierten Gesangslehrerin Joan Lader genommen hatte und große Fortschritte zeigte – schließlich sollte der Soundtrack live mit dem 84-köpfigen London Philharmonic Orchestra eingespielt werden.
Die Hauptrolle des Che wurde von Antonio Banderas verkörpert, der zuvor nicht professionell gesungen hatte. Er stieß durch die Empfehlung von Madonna zu dem Team. Die restlichen Darsteller bzw. Sänger hatten jahrelange Gesangserfahrung und sangen, wie Jimmy Nail und Jonathan Pryce auch schon auf der Bühne.
Problematisch war zu jenem Zeitpunkt das Image von Madonna: Nach ihren Sex-Eskapaden von Erotica (1992) und Bedtime Stories (1994) musste sie ihr Image dramatisch ändern, denn der Film wurde u. a. von Disney finanziert. Statt in Lack und Leder zeigte sich Madonna ab 1995 in altmodischem Tweed und hochgeschlossenen Versacekleidern. Den Übergang von der aufreizenden Domina zur argentinischen Präsidentengattin bereitete sie mit dem erfolgreichen Balladenalbum Something to Remember (1995) vor: Fans wie Kritiker akzeptierten diese neue Rolle: „Evita“ lief 1996 äußerst erfolgreich in den Kinos und ist das erfolgreichste Musical der 1990er Jahre, mit einem Einspielergebnis von 141 Millionen US-Dollar weltweit. Madonna erhielt für diese Rolle den Golden Globe; Rice und Webber erhielten den Oscar für den besten originalen Filmsong You Must Love Me, den Madonna live bei den Academy Awards präsentierte.

## Titelliste

### Standard
1. Requiem for Evita
2. Oh What a Circus
3. On This Night of a Thousand Stars
4. Eva and Magaldi/Eve Beware of the City
5. Buenos Aires
6. Another Suitcase in Another Hall
7. Goodnight and Thankyou
8. I’d Be Surprisingly Good for You
9. Peron’s Latest Flame
10. A New Argentina
11. Don’t Cry for Me Argentina
12. High Flying, Adored
13. Rainbow High
14. And the Money Kept Rolling in (And Out)
15. She Is a Diamond
16. Waltz for Eve and Che
17. You Must Love Me
18. Eva’s Final Broadcast
19. Lament

### Deluxe
CD 1
1. A Cinema in Buenos Aires, 26 July 1952
2. Requiem for Evita
3. Oh What a Circus
4. On This Night of a Thousand Stars
5. Eva and Magaldi/Eva Beware of the City
6. Buenos Aires
7. Another Suitcase in Another Hall
8. Goodnight and Thank You
9. The Lady’s Got Potential
10. Charity Concert/The Art of the Possible
11. I’d Be Surprisingly Good for You
12. Hello and Goodbye
13. Peron’s Latest Flame
14. A New Argentina

CD 2
1. On the Balcony of The Casa Rosada 1
2. Don’t Cry for Me Argentina
3. On the Balcony of The Casa Rosada 2
4. High Flying, Adored
5. Rainbow High
6. Rainbow Tour
7. The Actress Hasn’t Learned the Lines (You’d Like to Hear)
8. And the Money Kept Rolling in (And Out)
9. Partido Feminista
10. She Is a Diamond
11. Santa Evita
12. Waltz for Eva and Che
13. Your Little Body’s Slowly Breaking Down
14. You Must Love Me
15. Eva’s Final Broadcast
16. Latin Chant
17. Lament

## Singleauskopplungen
| Jahr | Titel                            | Höchstplatzierung, Gesamtwochen, AuszeichnungChartplatzierungen (Jahr, Titel, , Platzierungen, Wochen, Auszeichnungen, Anmerkungen) | Höchstplatzierung, Gesamtwochen, AuszeichnungChartplatzierungen (Jahr, Titel, , Platzierungen, Wochen, Auszeichnungen, Anmerkungen) | Höchstplatzierung, Gesamtwochen, AuszeichnungChartplatzierungen (Jahr, Titel, , Platzierungen, Wochen, Auszeichnungen, Anmerkungen) | Höchstplatzierung, Gesamtwochen, AuszeichnungChartplatzierungen (Jahr, Titel, , Platzierungen, Wochen, Auszeichnungen, Anmerkungen) | Höchstplatzierung, Gesamtwochen, AuszeichnungChartplatzierungen (Jahr, Titel, , Platzierungen, Wochen, Auszeichnungen, Anmerkungen) | Anmerkungen                                                 |
| Jahr | Titel                            | DE | AT | CH | UK | US | Anmerkungen                                                 |
| ---- | -------------------------------- | --- | --- | --- | --- | --- | ----------------------------------------------------------- |
| 1996 | You Must Love Me                 | DE78 (4 Wo.)DE | — | CH43 (3 Wo.)CH | UK10 (9 Wo.)UK | US18 Gold · (20 Wo.)US | Erstveröffentlichung: 23. Oktober 1996 Verkäufe: + 500.000  |
| 1997 | Don’t Cry for Me Argentina       | DE3 Gold · (18 Wo.)DE | AT3 (15 Wo.)AT | CH4 Gold · (18 Wo.)CH | UK3 Gold · (13 Wo.)UK | US8 Gold · (16 Wo.)US | Erstveröffentlichung: 4. Februar 1997 Verkäufe: + 1.010.000 |
| 1997 | Another Suitcase in Another Hall | — | — | — | UK7 (8 Wo.)UK | — | Erstveröffentlichung: 3. März 1997                          |

## Kommerzieller Erfolg

### Chartplatzierungen
| ChartsChartplatzierungen       | Höchstplatzierung | Wochen |
| ------------------------------ | ----------------- | ------ |
| Deutschland (GfK)              | 2 (41 Wo.)        | 41     |
| Österreich (Ö3)                | 1 (25 Wo.)        | 25     |
| Schweiz (IFPI)                 | 1 (31 Wo.)        | 31     |
| Vereinigte Staaten (Billboard) | 2 (30 Wo.)        | 30     |
| Vereinigtes Königreich (OCC)   | 1 (44 Wo.)        | 44     |

| ChartsJahrescharts (1996)    | Platzierung |
| ---------------------------- | ----------- |
| Vereinigtes Königreich (OCC) | 45          |

| ChartsJahrescharts (1997)    | Platzierung |
| ---------------------------- | ----------- |
| Deutschland (GfK)            | 13          |
| Österreich (Ö3)              | 4           |
| Schweiz (IFPI)               | 12          |
| Vereinigtes Königreich (OCC) | 23          |

### Auszeichnungen für Musikverkäufe
| Land/Region                  | Auszeichnungen für Musikverkäufe (Land/Region, Auszeichnung, Verkäufe) | Verkäufe  |
| ---------------------------- | ---------------------------------------------------------------------- | --------- |
| Argentinien (CAPIF)          | Gold                                                                   | 30.000    |
| Australien (ARIA)            | 2× Platin                                                              | 140.000   |
| Belgien (BRMA)               | Platin                                                                 | (50.000)  |
| Brasilien (PMB)              | Gold                                                                   | 100.000   |
| Deutschland (BVMI)           | Platin                                                                 | (500.000) |
| Europa (IFPI)                | 2× Platin                                                              | 2.000.000 |
| Hongkong (IFPI/HKRIA)        | Platin                                                                 | 20.000    |
| Japan (RIAJ)                 | Gold                                                                   | 100.000   |
| Neuseeland (RMNZ)            | Platin                                                                 | 15.000    |
| Niederlande (NVPI)           | Gold                                                                   | (50.000)  |
| Norwegen (IFPI)              | Gold                                                                   | (25.000)  |
| Österreich (IFPI)            | 2× Platin                                                              | (100.000) |
| Polen (ZPAV)                 | Gold                                                                   | (50.000)  |
| Schweiz (IFPI)               | Platin                                                                 | (50.000)  |
| Spanien (Promusicae)         | Gold                                                                   | (50.000)  |
| Vereinigte Staaten (RIAA)    | 5× Platin                                                              | 5.000.000 |
| Vereinigtes Königreich (BPI) | 2× Platin                                                              | (737.000) |
| Insgesamt                    | 7× Gold · 18× Platin ·                                                 | 7.409.000 |

Hauptartikel: Madonna (Künstlerin)/Auszeichnungen für Musikverkäufe